# Thaumasocerus diversicornis
Thaumasocerus diversicornis là một loài bọ cánh cứng trong họ Cerambycidae.